# Wiktor Miniejew
Wiktor Aleksandrowicz Miniejew (ros. Виктор Александрович Минеев, ur. 19 czerwca 1937 w Warwie, zm. 22 lipca 2002) – radziecki pięcioboista nowoczesny. Złoty medalista olimpijski z Tokio.
Igrzyska w Japonii były jego jedynym startem olimpijskim - indywidualnie zajął piąte miejsce, a wspólnie z Igorem Nowikowem i Albiertem Mokiejewem triumfował w drużynie. Był także medalistą mistrzostw świata (srebro w 1963 w drużynie; srebro w 1966, zarówno indywidualnie jak i w drużynie).

## Starty olimpijskie (medale)
Tokio 1964
- drużynowo – złoto